# 牛木義隆
牛木 義隆（日语：／ Ushiki Yoshitaka，1980年5月26日—），是日本的插畫家、漫畫家。新潟縣上越市出身。

## 人物
老家是當農夫的，原本在上越市當地從事農業、之後從事插畫家・漫畫家等職業。
同人圈以『One Night Stand』為代表、以身為東方Project二次創作「Advent Cirno」系列的作者廣為人知。
2014年5月底時生病住院時，在Twitter上發的聲明推文 （页面存档备份，存于）。

## 作品列表

### 插圖・插繪
- とくまでやる系列 （清涼院流水著・徳間デュアル文庫）
- （清水文化著・HJ文庫）
- ソード・ワールドRPGリプレイxS（グループSNE・富士見書房）
- ゲヘナリプレイ アザゼル・テンプテーションシリーズ （Group  SNE・JIVE）
- 2012 Vol.1 ピンナップ

### 漫畫
- くじびきシスタ〜ず（原作：清水文化・『キャラの!』連載）
- 食夢者瑪莉（夢喰いメリー）（Manga Time Kirara Forward）
- 追風のジン（Manga Time Kirara Forward）

### 動畫
- 向陽素描×☆☆☆（第7話提供片尾插圖）
- 薔薇少女（新動畫）（第4話提供片尾插圖）
- 請問您今天要來點兔子嗎？（第3話片尾插畫）
- Anne Happy ♪（第4話片尾插畫）

### 其他
- PR角色設計（新潟縣上越市）
- 「けいおん!」漫畫選集 みんなでうん☆たん
- けいおん! 漫畫選集１
- けいおん!ストーリー 漫畫選集１
- 魔法少女小圓 漫畫選集 第2卷

## 外部連結
- One Night Stand[永久] 個人網頁
- 牛木義隆的X（前Twitter）